# Tvibåsen
Der Tvibåsen (norwegisch für Doppelbox) ist ein Tal im ostantarktischen Königin-Maud-Land. Es liegt zwischen den Bergen Svarthamaren und Cumulusfjellet.
Norwegische Kartografen, die das Tal deskriptiv benannten, kartierten es anhand von Vermessungen und Luftaufnahmen der Dritten Norwegischen Antarktisexpedition (1956–1960). Seinen Namen verdankt das Tal dem Felssporn Båsbolken, der es am Kopfende in zwei Hälften unterteilt.